# DinoZaurs
DinoZaurs: La Serie, también conocido como Prehistoric Warriors o  DinoZone (ダイノゾーズ?) en Japón, es el nombre de un anime japonés el cual combina la animación japonesa con la animación por computadoras. Fue una serie de anime que se estrenó en Fox Kids durante el 2000 y el 2001. En España fue emitido en Antena 3.

## Argumento
Se cuenta que han pasado más de 65.000.000 años desde que los Dino Caballeros detuvieron los malvados planes de los Drago Zaurs. En el presente, cuando los Drago Zaurs vuelven a la vida, un joven de 15 años llamado Kaito será el encargado de revivir a los Dino Caballeros, y así, evitar que los Drago Zaurs se roben la fuerza viviente de la tierra.

## Personajes

### Humanos
- Kaito Tatsuno (竜野 海斗 Tatsuno Kaito?): Kaito es un chico que al inicio de la serie no está interesado en los dinosaurios incluso cuando su padre lo ayudó a diseñar el Dinoterium, que es un lugar tributo a los dinosaurios. Cuando se encuentra con los Dragozaurs robando un local, su grito revive a los Dino Caballeros, quienes se hacen su aliado. Posee una de las 3 Dino Daggers que puede restaurar la energía de los Dino Guerreros.

- Rena: Amiga de infancia de Kaito, quien sabe el secreto de los Dino Guerreros. Posee la segunda Dino Dagger y se caracteriza porque no sabe nadar.

- Rick: Rick un vaquero del Oeste que sabe usar lazos y viaja en un caballo. Protege los fósiles que se transforman en 2 de los 3 Hermanos Cerezauro, desde que sus padres murieron. Solo su Dino Dagger puede restaurar su fuerza.

### Otros humanos
- Taki: Taki es un bravucon que molesta siempre a Kaito. Aun así es un cobarde varias veces. Intenta probar la existencia de los Dino Caballeros y los demás dinosaurios de la serie.

- Princess Helen: Princesa de Atlantis.

- Naomi Kimura (木村 ナオミ Kimura Naomi?): Guía del Dinotarium.

- Dr. Abbott:
- Professor Takuda:
- Gómez:
- Ronnie: Hermano menor de Kaito
- Emily

### Dino Caballeros
Estos son los protectores de la tierra, se trata de unos animales normalmente fosilizados que pueden asumir formas metálicas durante su reanimación:
- Dino Tirano
- Dino Braquio
- Dino Estego
- Dino Sable
- Dino Ptera
- Dino Mamut
- Dino Tricera

### Los Hermanos Cerazauro
Estos también son Dino Caballeros y son descubiertos por Rick, uno de los humanos protagonistas:
- Dino Toro
- Dino Estiraco
- Dino Centor
- Dino TresHojas (se trata de la fusión de los 3 hermanos).

### Dino Armas
Se trata de 3 Dino Caballeros que son capaces de convertirse en armas para ser usadas por el resto de sus compañeros:
- Dino Tanque
- Dino Arc
- Dino Quentri

### Drago Zaurs
Son los malos de la serie, y su objetivo es robar la fuerza viviente del planeta tierra y dejarlo en ruinas:
- Diamante Ryugu (El líder de los Drago Zaurs)
- Dragon Negro (Uno de los secuaces de Diamante Ryugu)
- Dragon Alado (Comandante de los Drago Zaurs, es algo torpe y siempre sus planes fracasan)
- Dragon Gigano (Aliado de Diamante Ryugu, solo piensa en vencer a su rival, Dino Tirano)

### Drago Clones
Son clones idénticos de los Dino Caballeros, con la excepción de que sus corazas metálicas son de color negro:
- Drago Esterafo
- Drago Tirano
- Drago Tartick
- Drago Estego
- Drago Sable
- Drago Braquio
- Drago Tricera

### Dino Caballeros Legendarios
- Dino Ramph: Se trata del Dino Caballero Ave Fénix, logra despertar gracias al llamado desesperado de Kaito en las montañas, y es el encargado de detener a Dragon Negro, a los Drago Zaurs y a los Drago Clones, quienes estaban a punto de extraer la fuerza viviente de la tierra.
- Dino Yctheo: Es la Dino Caballera diosa de los 7 mares, llamada en la serie como La Dino Caballera más hermosa, aparece para ayudar a los Dino Caballeros con su Lanza de Poseidon de los 7 mares.

## Coincidencias con otras series
Muchos fanes han notado que los algunos de los DinoZaurs se parecen a los Transformers, sobre todo los Dinobots:
- Dino Tyranno - Grimlock
- Dino Stego - Snarl
- Dino Ptera - Swoop
- Dino Tricera - Slag

Además, Tessho Genda, el seiyuu japonés de Dino Brachio, es el mismo de Optimus Prime. Otros fanes le encuentras similitudes con Dino Rey, por las tramas de dinosaurios, además el apellido del protagonista, Kaito Tatsuno, el mismo que Zoe Drake/Marumu Tatsuno.

## Curiosidades
- El personaje Rick aparece como cameo en el episodio 54 de Yu-Gi-Oh!